# Syndrome respiratoire du Moyen-Orient
« MERS » redirige ici. Pour les autres significations, voir Mers.
Cet article concerne la maladie elle-même. Pour son agent pathogène, voir Coronavirus du syndrome respiratoire du Moyen-Orient.
Ne doit pas être confondu avec Syndrome respiratoire aigu sévère.
 Mise en garde médicale
Le syndrome respiratoire du Moyen-Orient (MERS) est une infection respiratoire virale causée par le coronavirus MERS-CoV. Les symptômes sont d'une gravité variable et certains cas peuvent rester asymptomatiques. Les principaux symptômes sont la fièvre, la toux et des difficultés respiratoires. Des troubles digestifs comme la diarrhée sont aussi signalés. Les cas de pneumonie aigüe sont fréquents mais pas systématiques. La gravité de la maladie est accrue chez les patients présentant des comorbidités. La mortalité représente environ 35 % des cas diagnostiqués sachant que les symptômes bénins ne sont généralement pas diagnostiqués. La maladie produit des bouffées épidémiques, principalement au Moyen-Orient.
Le MERS-CoV est un bétacoronavirus (sous-genre Merbecovirus) dont les chauves-souris forment le réservoir animal et les dromadaires l'hôte intermédiaire. On observe en effet que les dromadaires présentent des anticorps anti-MERS-CoV. Ce virus leur aurait été transmis dans un passé lointain et on pense que ce sont eux qui sont à l'origine de la contamination humaine, mais on ne sait pas comment. L'OMS recommande de se laver les mains après contact avec des dromadaires, de ne pas toucher les animaux malades et de ne pas consommer de la viande ou du lait de dromadaire qui n'auraient pas été cuits ou pasteurisés. La transmission entre humains s'effectue par le biais des sécrétions respiratoires. Elle nécessite un contact rapproché et affecte principalement les établissements de soins. Ainsi, le risque pour la population mondiale est considéré comme assez faible.
En 2020, il n'existe pas de vaccin ou de traitement spécifique contre cette maladie mais un certain nombre de médicaments antiviraux étaient à l'étude. Des traitements qui aident à soulager les symptômes peuvent être administrés aux personnes infectées.
Un peu moins de 2 000 cas avaient été signalés au 4 avril 2017. Le premier cas identifié s'est produit en 2012 en Arabie saoudite et la plupart des cas se sont produits dans la péninsule arabique. Une grande épidémie s'est déclarée en Corée du Sud en 2015. Une nouvelle épidémie de MERS a été signalée en 2018, affectant l'Arabie saoudite et d'autres pays (y compris la Corée du Sud[source insuffisante]) vers lesquels des personnes infectées s'étaient rendues, mais le nombre de personnes infectées était en baisse.

## Agent responsable
Le virus MERS-CoV est un nouveau membre du genre Betacoronavirus, sous-genre Merbecovirus. Les génomes du MERS-CoV se répartissent en deux clades, les clades A et B. Les premiers cas de MERS étaient dus au clade A (EMC/2012 et Jordan-N3/2012) et de nouveaux cas s'avèrent génétiquement distincts (clade B). 
Jusqu'au 23 mai 2013, le MERS-CoV était assimilé au virus du SRAS et nommé « novel coronavirus » (nCoV), la maladie étant présentée comme le « SARS saoudien ».
Le MERS-CoV est l'une des six espèces de coronavirus connues pour infecter les humains, dont HCoV-229E, HCoV-NL63, HCoV-OC43, HCoV-HKU1 et SARSr-CoV (SARS-CoV-1 et SARS-CoV-2). Le MERS-CoV est distinct du coronavirus du SRAS et distinct des coronavirus du rhume comme les alphacoronavirus HCoV-229E et HCoV-OC43 découverts dans les années 1960 ou les bétacoronavirus humains endémiques connus HCoV-OC43 et HCoV-HKU1 depuis les années 2000,.
182 génomes ont été séquencés en 2015 (94 chez l'humain et 88 chez le dromadaire). Toutes les séquences sont similaires à 99 %. Les génomes peuvent être divisés en deux clades, A et B, avec la majorité des cas causée par le clade B. Les études suggèrent une origine polyphylétique du MERS-CoV chez les dromadaires et la cocirculation de divers MERS-CoV, dont des souches recombinantes. L’analyse phylogénétique révèle une forte similarité avec deux coronavirus de chiroptères, HKU4 (Ty-batCoV HKU4 qui infecte les Tylonycteris) et HKU5 (Pi-batCoV HKU5 chez les Pipistrelles).
Le MERS-CoV a été inscrit en décembre 2014 sur la liste des microorganismes et toxines hautement pathogènes (MOT).

## Bilan
On estime en 2017 le nombre de cas à plus de 2 000 avec environ 600 décès.
Le taux de létalité estimé est de l'ordre de 35 %.
Le faible taux de reproduction (R0 < 1) du MERS-CoV contribue à en limiter le potentiel épidémique.
L'immunité acquise au contact du virus dure environ 18 mois.

## Mesures de prévention
La prévention s'appuie sur des mesures d’hygiène vis-à-vis des dromadaires : lavage des mains, non-contact avec les animaux malades, cuisson ou pasteurisation de la viande et du lait de dromadaire.
Aucune restriction de déplacement ou de commerce n'est demandée par l'OMS qui ne préconise pas de mesure de dépistage à l’entrée des pays.